# Morannes sur Sarthe-Daumeray
Morannes sur Sarthe-Daumeray ist eine französische Gemeinde mit 3.694 Einwohnern (Stand: 1. Januar 2022) im Département Maine-et-Loire in der Region Pays de la Loire. Sie gehört zum Arrondissement Angers und zum Kanton Tiercé. 
Sie entstand mit Wirkung vom 1. Januar 2017 als Commune nouvelle aus der Fusion der Gemeinden Morannes-sur-Sarthe und Daumeray, von denen lediglich Daumeray den Status einer Commune déléguée erhielt. Der Verwaltungssitz befindet sich im Ort Morannes.
Bereits zum 1. Januar 2016 waren die Gemeinden Morannes und Chemiré-sur-Sarthe zur Commune nouvelle Morannes-sur-Sarthe zusammengelegt worden. Chemiré-sur-Sarthe hatte in dieser Gemeinde bereits den Status einer Commune déléguée und behält diesen auch nach der letztgültigen Fusion.

## Geographie

### Lage
Morannes sur Sarthe-Daumeray liegt etwa 30 Kilometer nordnordöstlich des Stadtzentrums von Angers an der Sarthe. An der Grenze zu Précigné mündet die Voutonne in die Sarthe. Im Osten des Gemeindegebietes verläuft das Flüsschen Rodiveau zum Loir.

### Nachbargemeinden
Umgeben ist Morannes sur Sarthe-Daumeray von den Nachbargemeinden Saint-Denis-d’Anjou im Norden, Précigné im Norden und Nordosten, Notre-Dame-du-Pé im Osten und Nordosten, Durtal im Osten und Südosten, Huillé-Lézigné im Südosten, Baracé im Süden, Tiercé im Süden und Südwesten, Étriché im Südwesten sowie Les Hauts-d’Anjou im Westen.

### Gemeindegliederung
| Ortsteil                   | ehemaliger INSEE-Code | Fläche (km²) | Einwohnerzahl (2016) |
| -------------------------- | --------------------- | ------------ | -------------------- |
| Chemiré-sur-Sarthe         | 49093                 | 06,62        | .0266                |
| Daumeray (seit 2017)       | 49119                 | 40,53        | 1.512                |
| Morannes (Verwaltungssitz) | 49220                 | 40,73        | 1.869                |

## Sehenswürdigkeiten

### Chemiré-sur-Sarthe
- Kirche Saint-Jacques aus dem 12. Jahrhundert, Monument historique
- Pfarrhaus, heutiges Rathaus
- Schloss L'Oseraie

### Daumeray
- alte Kirche Saint-Germain in Daumeray
- Kirche Saint-Martin in Daumeray
- Priorat Saint-Martin
- Kapelle Saint-Étienne in Doucé
- Schloss La Roche-Jacquelin

### Morannes
- Kirche Saint-Aubin aus dem 12. Jahrhundert
- Kloster
- Herrenhaus L'Asnerie aus dem 16. Jahrhundert, Monument historique
- Herrenhaus Chandemanche, Monument historique
- Herrenhaus Gennetay, Monument historique
- Herrenhaus Les Grignons aus dem 15. Jahrhundert
- Priorat von Juigné, Monument historique
- Schloss Les Roches
- Mühle von Pendu.
- Schleusen von Pendu und Le Gravier
- Domäne La Panne

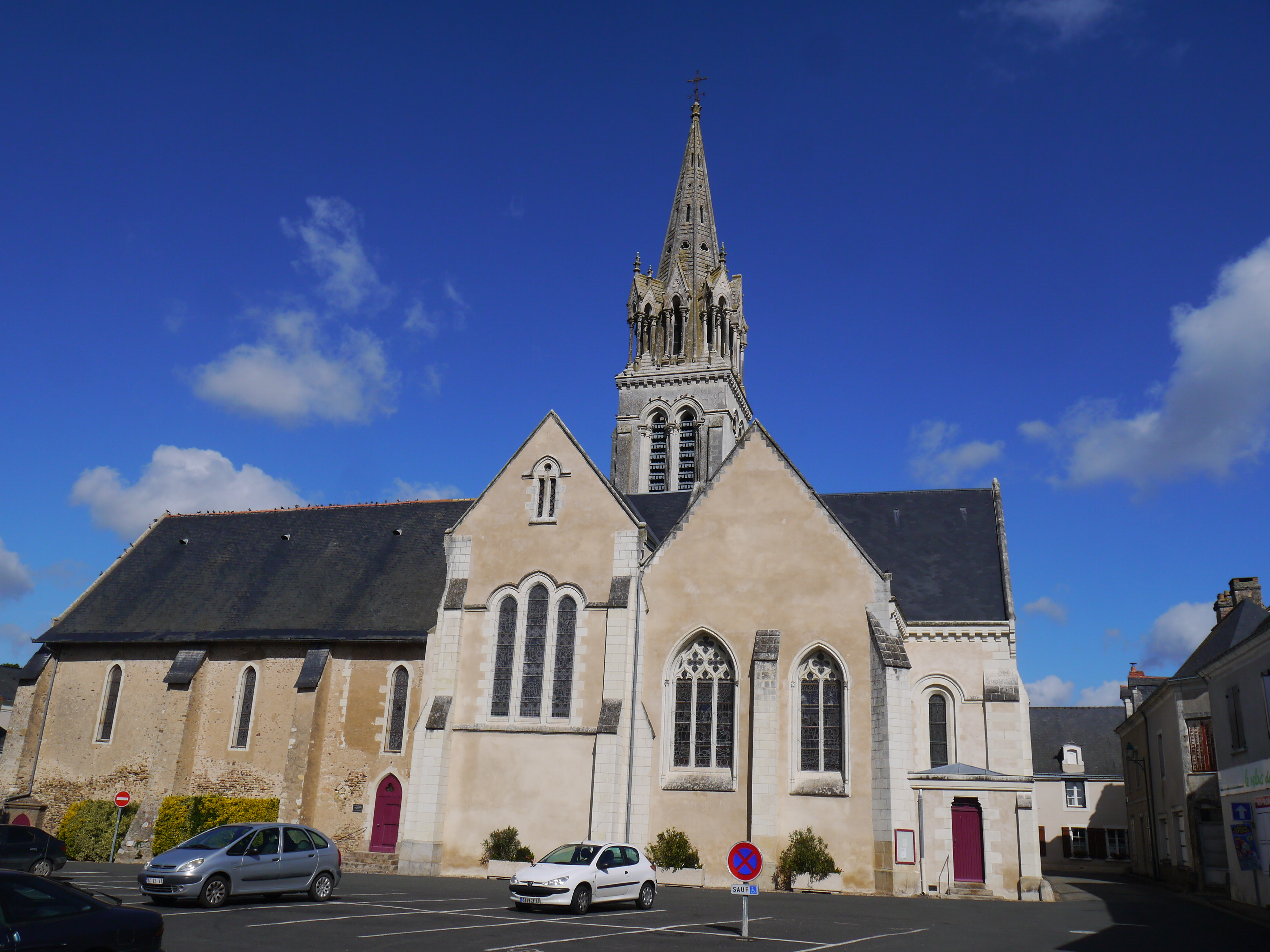
Kirche Saint-Aubin in Morannes
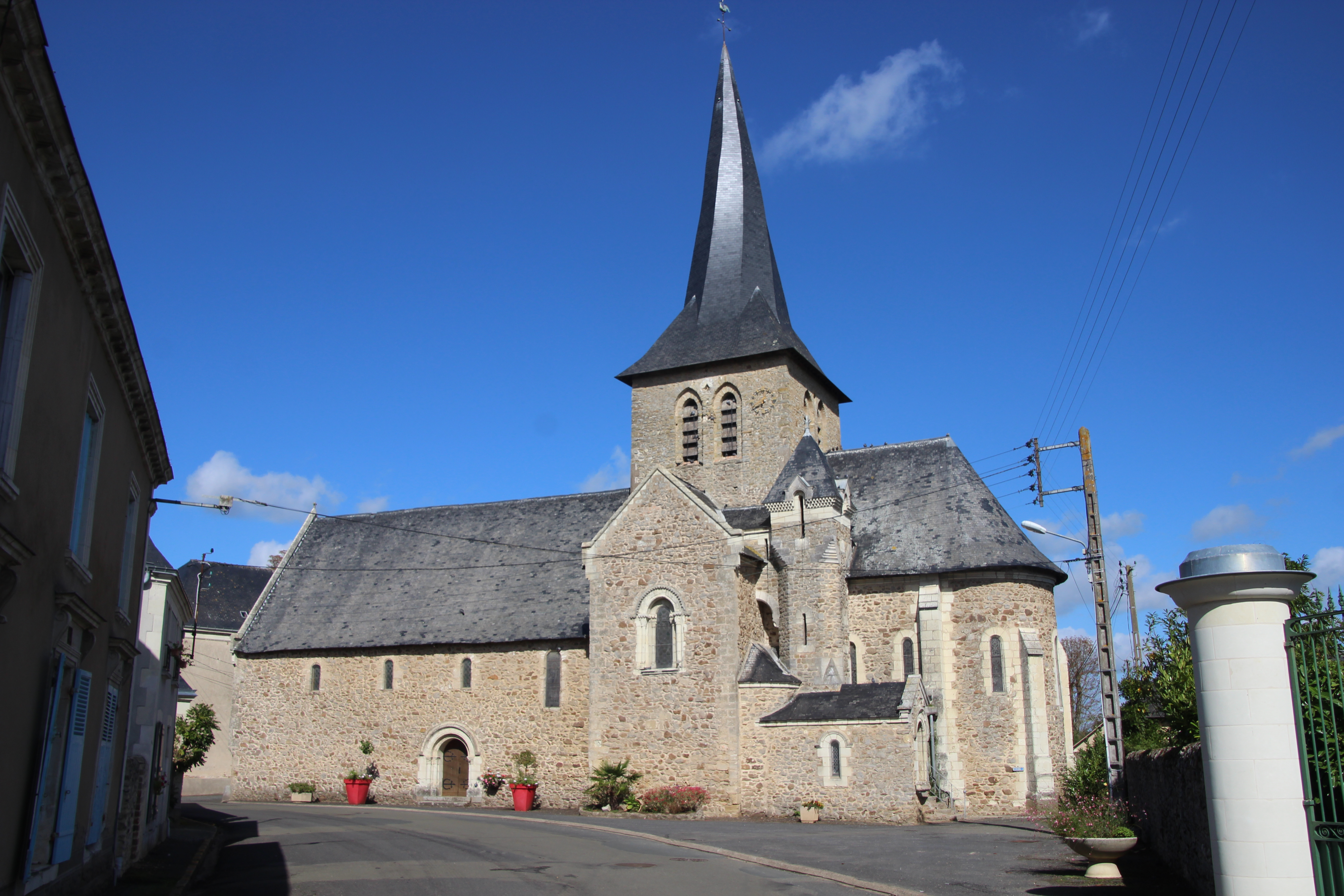
Kirche Saint-Jacques in Chemiré-sur-Sarthe
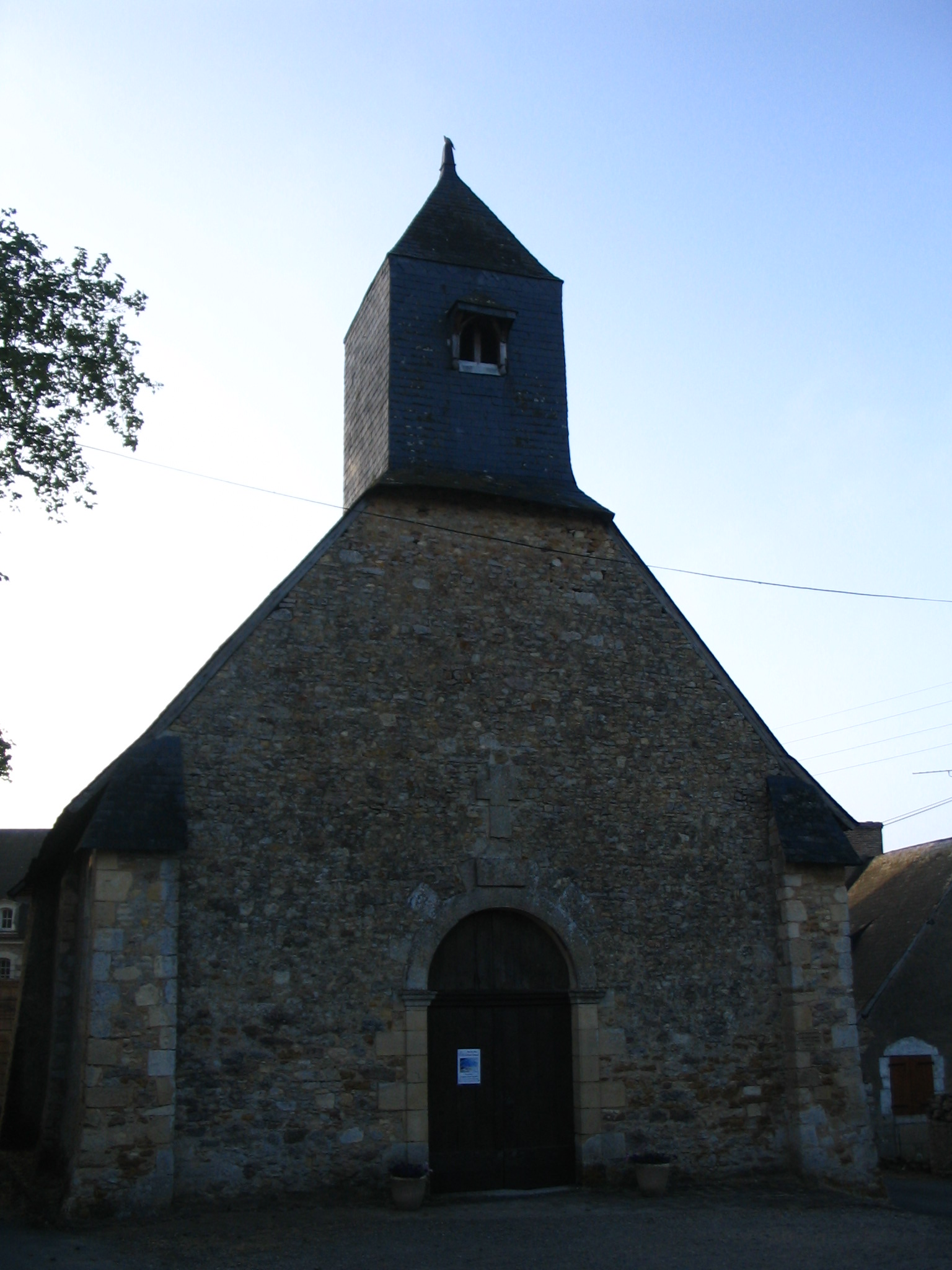
Alte Kirche Saint-Germain in Daumeray
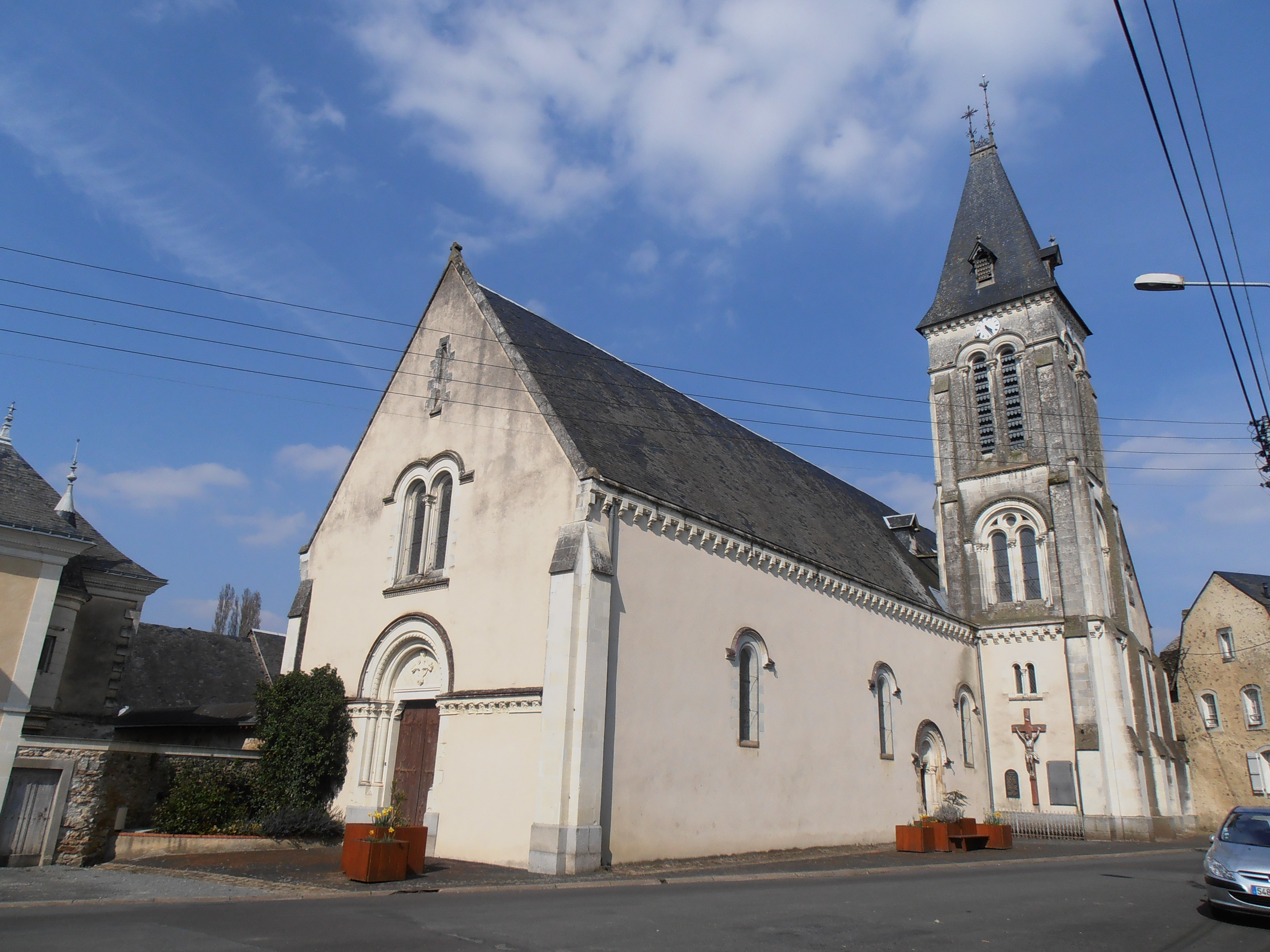
Kirche Saint-Martin in Daumeray
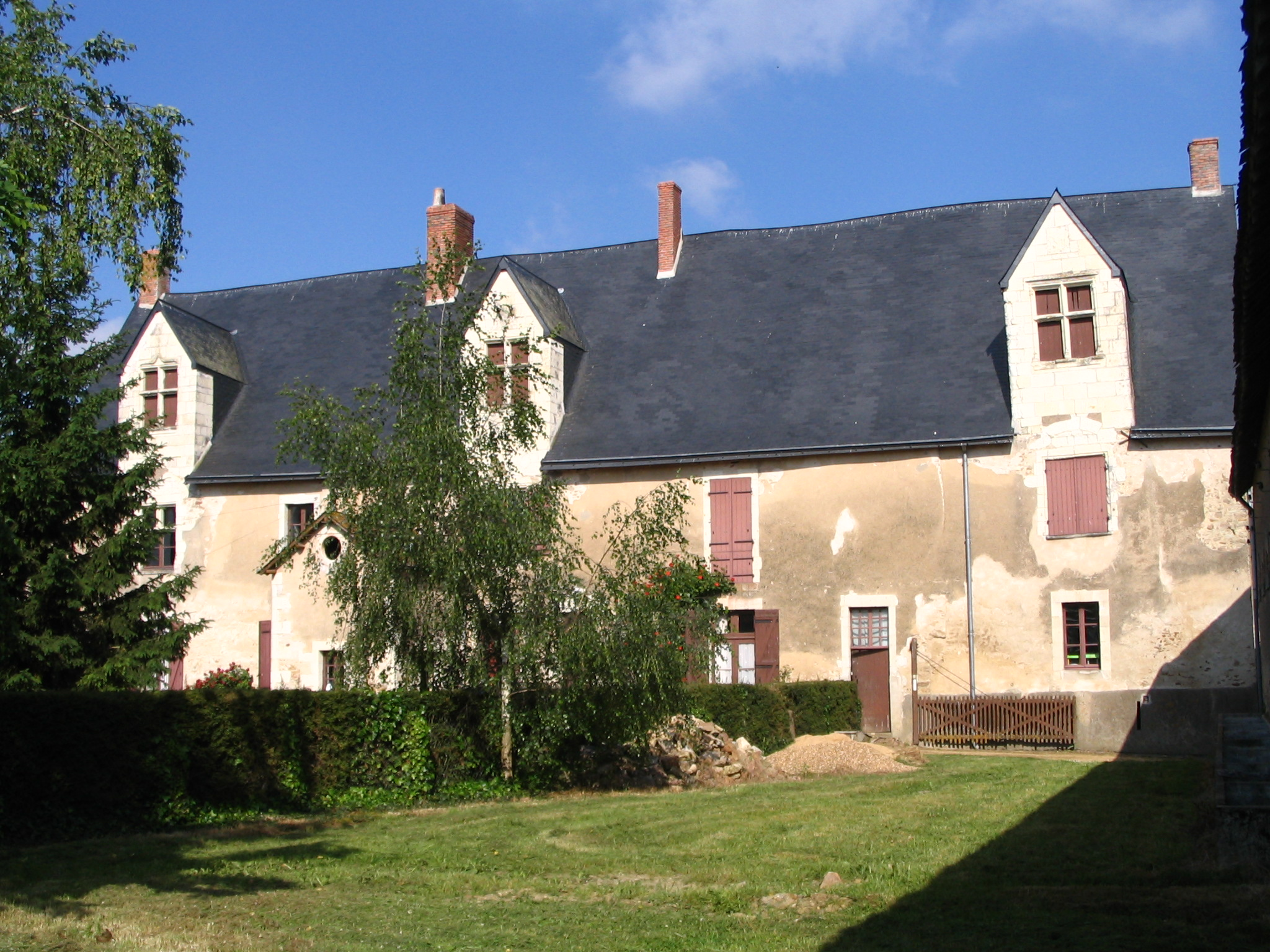
Priorat Saint-Martin
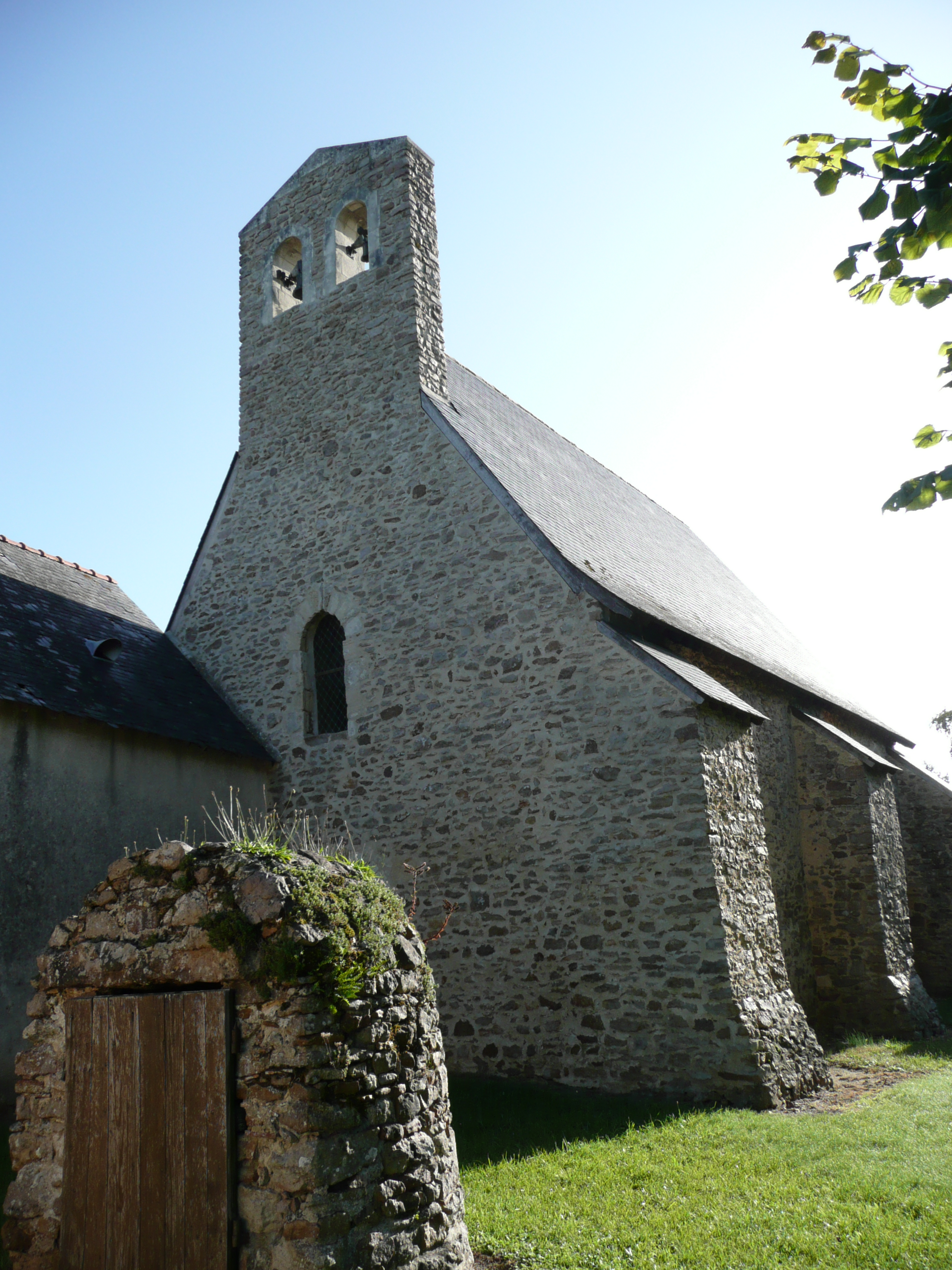
Kapelle Saint-Étienne in Doucé
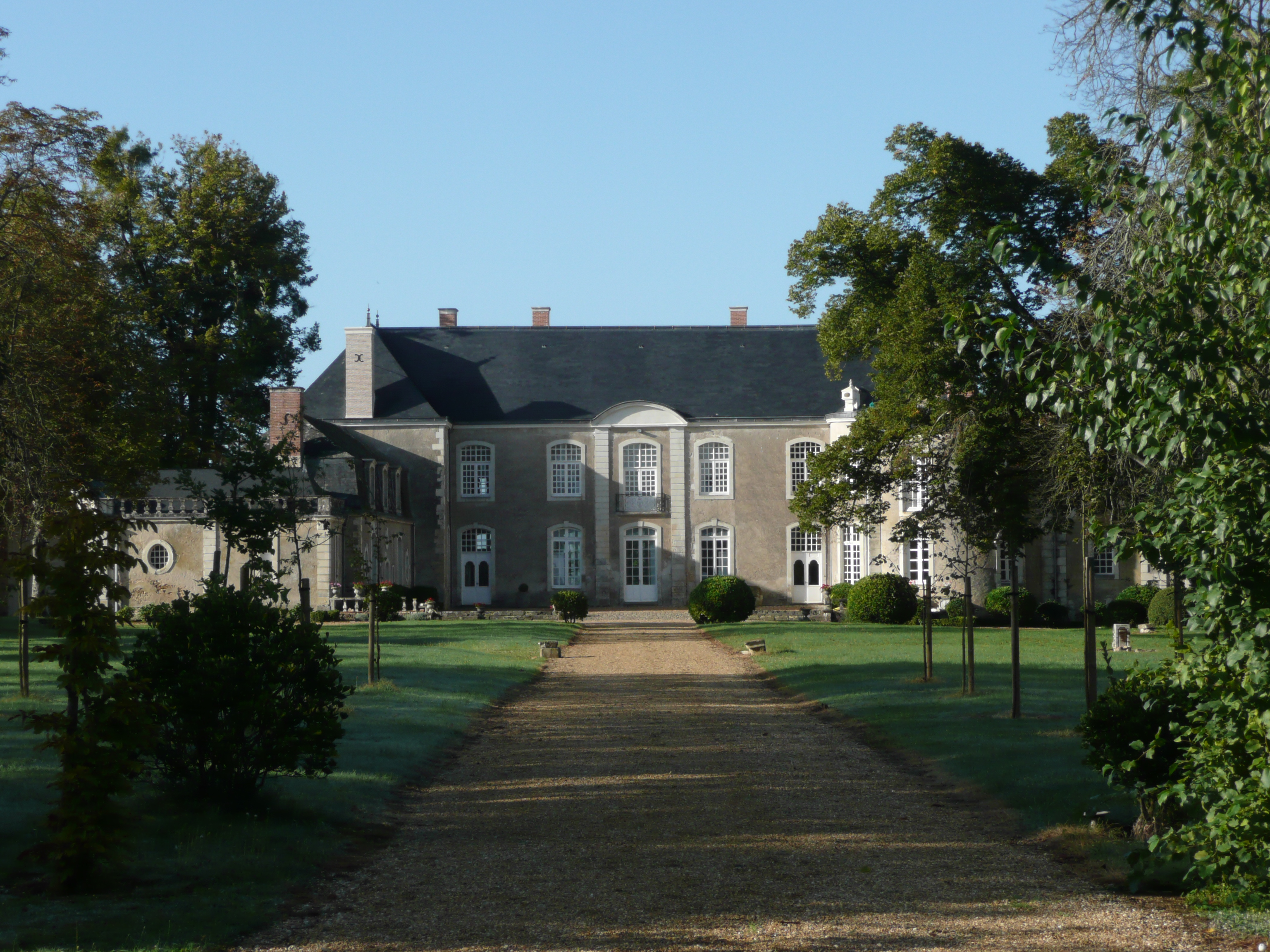
Schloss La Roche-Jacquelin in Daumeray
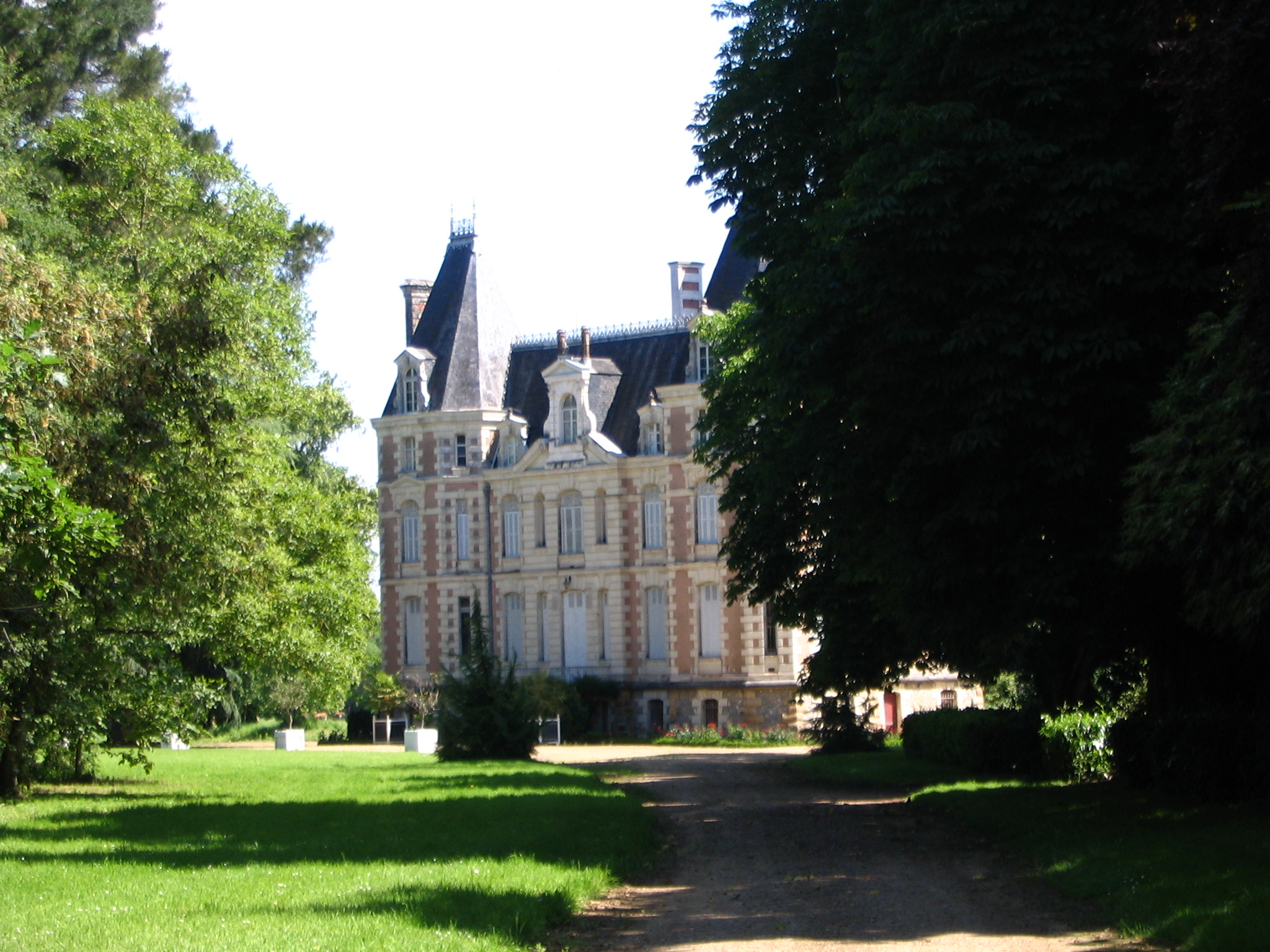
Schloss L'Oseraie in Chemiré-sur-Sarthe
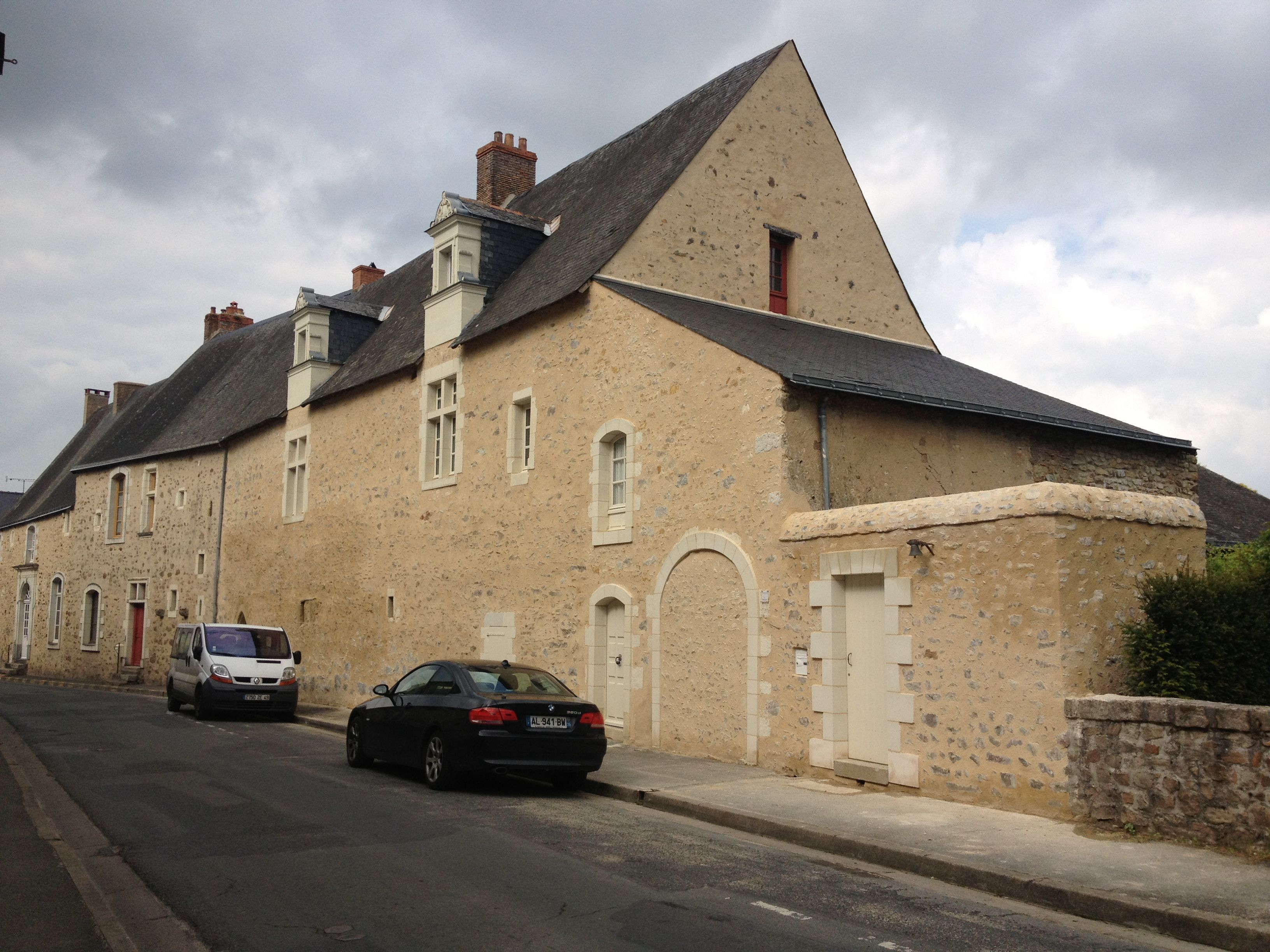
Domäne La Panne in Morannes

## Persönlichkeiten
- Matthieu Contarelli (eigentlich Matthieu Cointerel, italienisch Matteo Contarelli, 1519–1585), Kardinal